# Mutua Madrileña Masters Madrid 2007
Mutua Madrileña Masters Madrid 2007 — тенісний турнір, що проходив на кортах з твердим покриттям у місті Мадрид, Іспанія з 15 жовтня . Належав до категорії Masters Series.

## Фінальна частина

### Одиночний розряд
Давід Налбандян —  Роджер Федерер 1–6, 6–3, 6–3

### Парний розряд
Боб Браян /  Майк Браян —  Маріуш Фирстенберг /  Марцин Матковський 6–3, 7–6(7–4)